# Rupee Pakistan
Đồng rupee (tiếng Urdu:  روپیہ ) (ký hiệu tiền tệ: Rs; mã: PKR) là tiền tệ của Pakistan. Việc in ấn và kiểm soát do Ngân hàng nhà nước Pakistan, giá trị lớn rupee được tính bằng đơn vị ngàn (1,000) lakh (một trăm ngàn 100,000) karor (một triệu 1,000,000).
Nguồn gốc từ "rupee" xuất phát từ chữ Phạn rūp hay rūpā, có nghĩa là "bạc" trong nhiều các ngôn ngữ Indo-Arya.